# 媽祖田
媽祖田，是台灣新北市土城區的一個地名，範圍為祖田里不含西北部凸出部分的東北大半部。

## 歷史
清治乾隆四十三年（1778年），泉州府安溪縣籍的李武侯、李維芝兄弟來到土城、三峽交界山區開墾，從新莊奉媽祖神位作為守護神。而後李武侯、李維芝將本地的三百餘甲土地，捐獻給新莊媽祖廟，故稱「媽祖田」。據說是因為清廷的賦稅過重，故獻地給廟方，希望由廟方代繳田稅，而當地的農人即成為媽祖廟的佃農，繳納田租給廟方，但後來發現稅沒減，又不熟悉法規而無法討回土地，導致紛爭不斷。
台灣清治末期至日治前期，媽祖田為一街庄，稱為「媽祖田庄」，隸屬於擺接堡。媽祖田庄北與頂埔庄、大安藔庄為鄰，東鄰亦為大安藔庄，南邊為成福庄、橫溪庄，西邊為挖仔庄。
1920年（日治大正九年），改制為「媽祖田」大字，隸屬於台北州海山郡土城庄。當時媽祖田大字下設有「內媽祖田」、「外媽祖田」小字名。戰後土城庄改制為土城鄉，隸屬於台北縣，大字亦改制為村。其後土城鄉先後改制為土城市、土城區，村亦於改土城市時期改制為里。

## 交通
國道3號大致以經過媽祖田地區西北端凸出部分，境內未設交流道。東邊最近的是土城交流道，由此往北可達中和、新店、深坑、汐止、基隆等地，西邊最近的是三鶯交流道，由此往南可達大溪、龍潭、關西及中南部各地。
省道台3線大致以東北－西南走向經過本地區西北端凸出部分，是重要平面聯外道路，往西南可經三峽、大溪前往桃園市、新竹縣等地；往東北經板橋可進入臺北市。
- 新北捷運
  -  三鶯線：媽祖田站